# Малая группа
Малая группа — немногочисленная по составу социальная группа, члены которой объединены общей социальной деятельностью и находятся в непосредственном личном контакте, что является основой для возникновения эмоциональных отношений, групповых норм и групповых процессов.
Особой характеристикой в определении понятия малой группы является её включённость в социальный мир, поэтому американский психолог Роджер Браун к важным признакам малой группы относит осознание её существования другими лицами, находящимися вне группы К малым группам относится ближайшее окружение индивида: семья, учебная группа, рабочий коллектив и тому подобное. Семья как малая группа является той средой, которая окружает ребёнка с рождения, в которой он социализируется, развивается, взаимодействует с другими членами группы. Таким образом, данная область затрагивает интерес социальной психологии, предметом которой является изучение поведения и взаимодействия индивидов, принадлежащих к определённой социальной группе. Также внимание исследователей к малой группе объясняется тем, что она является единицей анализа, где более всего уместен психологический эксперимент.

## Отличительные черты социальных групп
В классификации социальных групп по количественному признаку помимо малых групп различают большие и средние группы.
Большая группа — неограниченная по количеству группа, имеющая свои ценности, традиции, нормы поведения. Взаимодействие в такой группе осуществляется средствами массовой информации.
Средняя группа по признакам схожи с большими группами, однако характерной чертой является взаимодействие индивидов между собой в формальной форме (например, в рабочем коллективе большого завода).
Члены малых групп непосредственно взаимодействуют друг с другом, объединены общей целью и деятельностью. Связь между членами малой группы настолько сильна, что изменение одной из частей взаимодействия влечёт изменение всей группы в целом.

## История изучения малых групп
Исследования малых групп прошли три этапа:
1. Самым первым социально-психологическим экспериментом является исследование, проведённое Н.Триплеттом. Он обнаружил, что спортсмены показывают лучший результат, когда участвуют в коллективных заездах. Для проверки своих суждений он провёл ряд исследований, в которых выяснял эффективность работы в пустой комнате и при присутствии других людей. Обнаружилось, что в обществе людей работа выполнялась быстрей и лучше. Открытый феномен Н.Трипплет назвал эффектом социальной фасилитации. При решении некоторых задач (например, арифметических задач, запоминании слов) проявлялся противоположный эффект — социальной ингибиции, то есть ухудшение эффективности работы в присутствии других людей;
2. Второй этап исследования малых групп характеризуется переходом к изучению взаимодействия членов группы между собой;
3. На третьем этапе прослеживается начало изучения характеристик групп: их структуры, типов взаимодействия индивидов, описание общей деятельности группы так далее.

## Размеры малой группы
Традиционно принято говорить о «нижнем» и «верхнем» пределах малой группы.
- «Нижний» предел. Многие исследователи в качестве нижнего предела малой группы определяют двух людей. Специалист по групповой динамике Марвин Шоу утверждает, что у всех групп есть общий признак — их члены взаимодействуют. Таким образом, он определяет группу как «сообщество, состоящее из двух и более взаимодействующих и влияющих друг на друга индивидов».[4] С этим утверждением соперничает другая точка зрения, полагающая, что наименьшее число членов в малой группе составляет три человека, объясняя это тем, что во взаимоотношениях между двумя людьми фиксируется самая простая форма общения — чисто эмоциональный контакт. Два человека представляет лишь межличностное взаимодействие, а не групповое. Таким образом, дискуссия по этому вопросу пока не окончена.
- «Верхний» предел. Относительно верхнего предела исследователи сошлись на том, что если в социальном мире группа задана в определённом размере и если этот размер достаточен для выполнения конкретной деятельности, то этот предел и можно считать верхним.

## Классификация малых групп
1. По дихотомическому принципу[2]:
  - лабораторные (специально создаваемые группы для выполнения экспериментальных заданий в лабораторных условиях) — естественные (группы, функционирующие в реальных жизненных ситуациях);
  - организованные (формальные) (группы, созданные для реализации определённых организационных функций) — спонтанные (неформальные) (зарождаются непроизвольно, стихийно, в процессе общения индивидов, являясь результатом взаимных психологических предпочтений последних);
  - открытые (доступные влиянию окружающей среды) — закрытые (недоступные влиянию окружающей среды);
2. По продолжительности:
  - стационарные (постоянные) — временные;
3. По значимости группы для индивида:
  - группы членства (группы, в которые индивиды не включены реально, но нормы которых они принимают),  — референтная группа (группы, в которых индивид не противопоставлен самой группе, и где он соотносит себя со всеми другими членами группы, а они себя — с ним).

## Основные направления исследования малых групп
Выделяют три основных направления в исследовании малых групп:
1. Социометрическое, связанное с именем Якоб Морено;
2. Социологическое, связанное с Хоторнскими экспериментами, проведёнными Элтон Мейо;
3. Школа «групповой динамики», основателем которой является Курт Левин.